# كبارة (حيفا)
كبارة كانت قرية عربية فلسطينية في قَضاء حيفا. تم إخلاء سكانها أثناء الحرب الأهلية 1948 في فلسطين الانتدابية في 30 أبريل 1948. كانت تقع على بعد 30 كم جنوب شرق حيفا.

## موقعها
تقع كبارة إلى الجنوب من مدينة حيفا، وتبعد عنها مسافة 30كم، وترتفع أقل من 25م عن سطح البحر، ويرجع اسمها إلى جمع (كوبري) وهي كلمة تركية بمعنى الجسر وعرفها الصليبيون بين بيدرور. بلغت مساحة أراضيها 9831 دونماً وتحيط بها أراضي قرى قيسارية، جسر الزرقاء والطنطورة. قدر عدد سكانها عام 1922 حوالي (110) نسمة وفي عام 1945 حوالي (120) نسمة ويحيط بالقرية مجموعة كبيرة من الخرب ذات المواقع الأثرية قامت المنظمات الصهيونية المسلحة بهدم القرية وتشريد أهلها البالغ عددهم عام 1948 حوالي (139) نسمة وكان ذلك في 30-4-1948م.

## بعد التهجير
أقيمت على أراضي القرية ثلاث مستوطنات هي: 
1. «معيان تسفي» وأسست سنة 1938.
2. «معجان ميخائيل» وأسست سنة 1949.
3. «بيت حنانيا» وأسست سنة 1950.

## إحصاءات وحقائق
| إحصاءات وحقائق                       | القيمة                                    |
| ------------------------------------ | ----------------------------------------- |
| تاريخ الاحتلال الصهيوني              | 30 نيسان 1948                             |
| البعد من مركز المحافظة               | 30 كم جنوب شرقي حيفا                      |
| متوسط الارتفاع                       | 25 متر                                    |
| العملية العسكرية التي نُفذت ضد البلدة | التنظيف الساحلي                           |
| سبب النزوح                           | نتيجة طرد القوات الصهيونية للسكان.        |
| مدى التدمير                          | دُمرت بالكامل، أنقاض البيوت لا تزال موجودة |
| التطهير العرقي                       | لقد تم تطهير البلدة عرقياً بالكامل         |

## ملكية الأرض
| الخلفية العرقية | ملكية الأرض بالدونم |
| --------------- | ------------------- |
| فلسطيني         | 1,070               |
| تسربت للصهاينة  | 3,487               |
| مشاع            | 5,274               |
| المجموع         | 9,831               |

## استخدام الأراضي عام 1945
| نوع المساحة المستخدمة    | فلسطيني (دونم) | يهودي (دونم) |
| ------------------------ | -------------- | ------------ |
| مزروعة بالحمضيات         | 2              | 0            |
| مزروعة بالبساتين المروية | 20             | 0            |
| مزروعة بالزيتون          | 20             | 0            |
| مزروعة بالحبوب           | 4,310          | 3,065        |
| صالحة للزراعة            | 4,332          | 3,065        |
| بور                      | 2,012          | 422          |

## التعداد السكاني
| السنة                         | نسمة |
| ----------------------------- | ---- |
| 1931                          | 572  |
| 1945                          | 120  |
| 1948                          | 139  |
| تقدير لتعداد اللاجئين في 1998 | 855  |

## عدد البيوت
| السنة | عدد البيوت |
| ----- | ---------- |
| 1931  | 117        |
| 1948  | 117        |

## القرية اليوم
نُقلت أنقاض منازل القرية إلى موضع مرتفع من السفح، وهي الآن ظاهرة للعيان، ومغطاة بالتراب. وينمو شجر الموز ونبات الصبّار في الموقع، فضلاً عن بعض أشجار التين والخرّوب والزيتون المتناثرة هنا وهناك.

## المستوطنات الصهيونية على أراضي القرية
تقع مستعمرة معيان تسفي، التي أُسست في سنة 1938، على أراضي القرية من جهة الشمال. كما أُنشئت على أراضيها مستعمرتان أُخريان هما معيان ميخائيل وبيت حنانيا في سنتي 1949 و 1950 على التوالي، بعد إخلاء القرية من سكانها.

## وصلات خارجية
- موقع فلسطين في الذاكرة